# Odznaka Oficerska Związków Strzeleckich

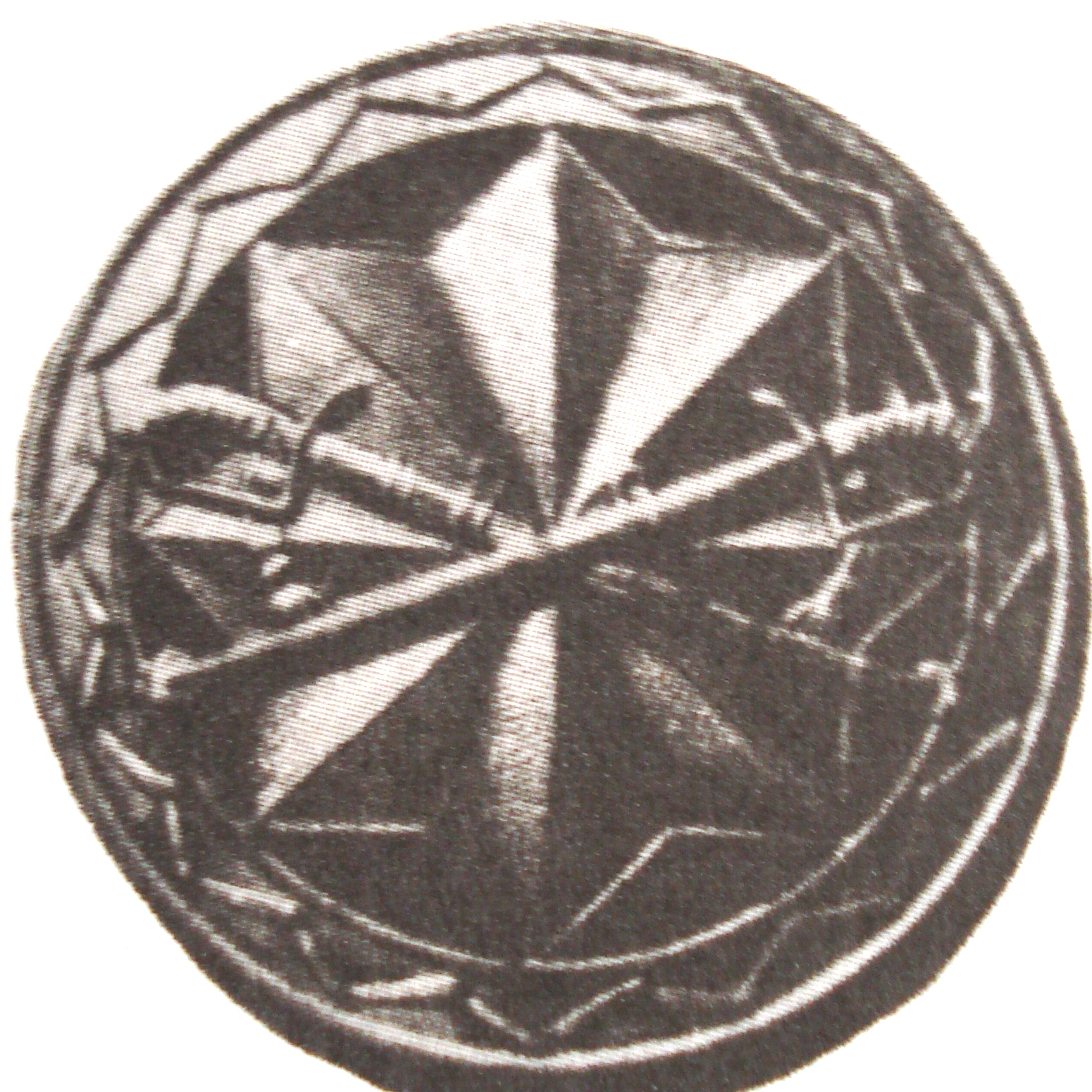
„Parasol”

Odznaka Oficerska Związków Strzeleckich tzw. „Parasol” – odznaka upamiętniająca ukończenie tajnej szkoły oficerskiej Związku Strzeleckiego przed I wojną światową i nadawana przez Józefa Piłsudskiego jej słuchaczom.
Była produkowana przez firmę rytowniczą W. Micińskiego, według projektu Włodzimierza Przerwy-Tetmajera.
Odznaka była srebrna, oksydowana i ażurowa o średnicy 28 mm.

## Odznaczeni
Jesienią 1928 w Wojskowym Biurze Historycznym płk Artur Załęcki dokonał skontrolowania akt „Parasolników” w celu planowanego umieszczenia ich nazwisk na tablicy upamiętniającej w Oficerskiej Szkole Piechoty w Ostrowi Mazowieckiej, zaś w późniejszym czasie opublikowano łączną listę 69 nazwisk.
Członkowie Związku Strzeleckiego (ZS) i Polskich Drużyn Strzeleckich (PDS) odznaczeni znakiem oficerskim tzw. Parasolem:
1. Józef Piłsudski
2. Zbigniew Barzykowski

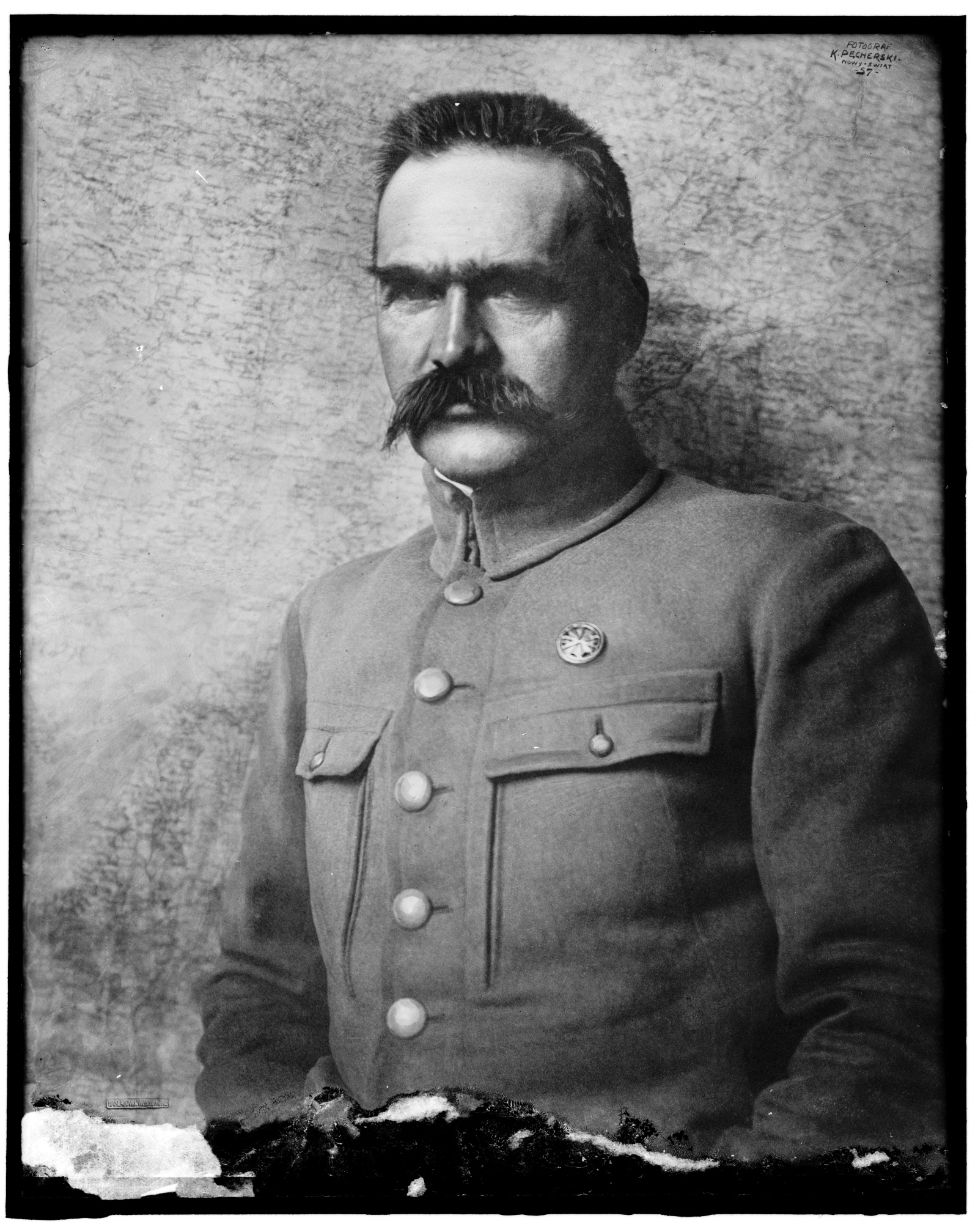
Józef Piłsudski z odznaką „Parasola”

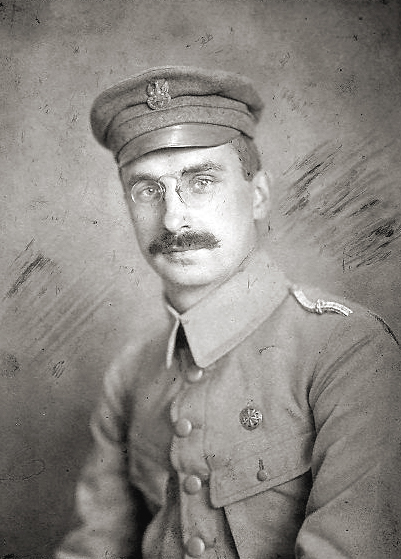
Kazimierz Sosnkowski z odznaką „Parasola”

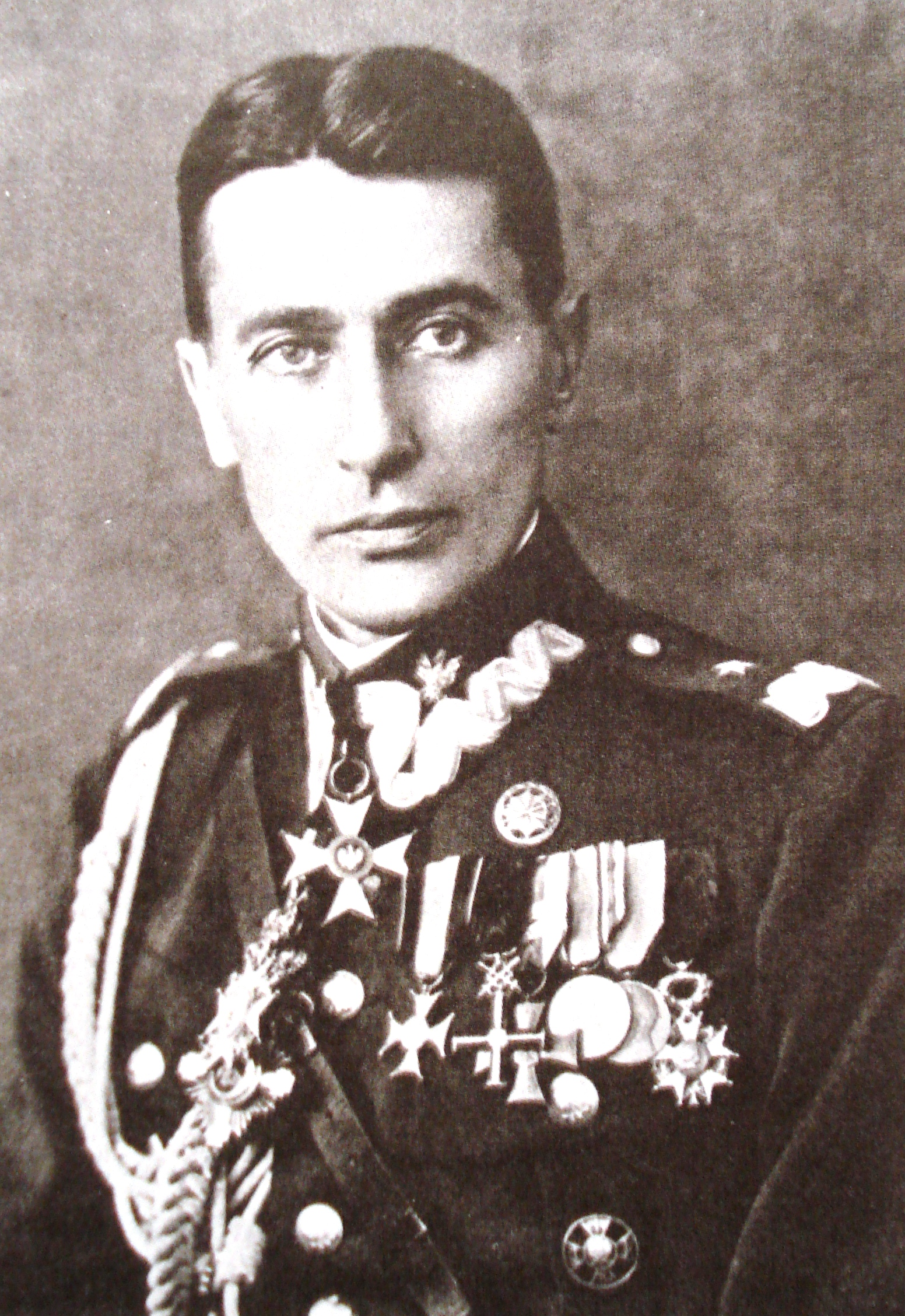
Julian Stachiewicz z odznaką „Parasola”

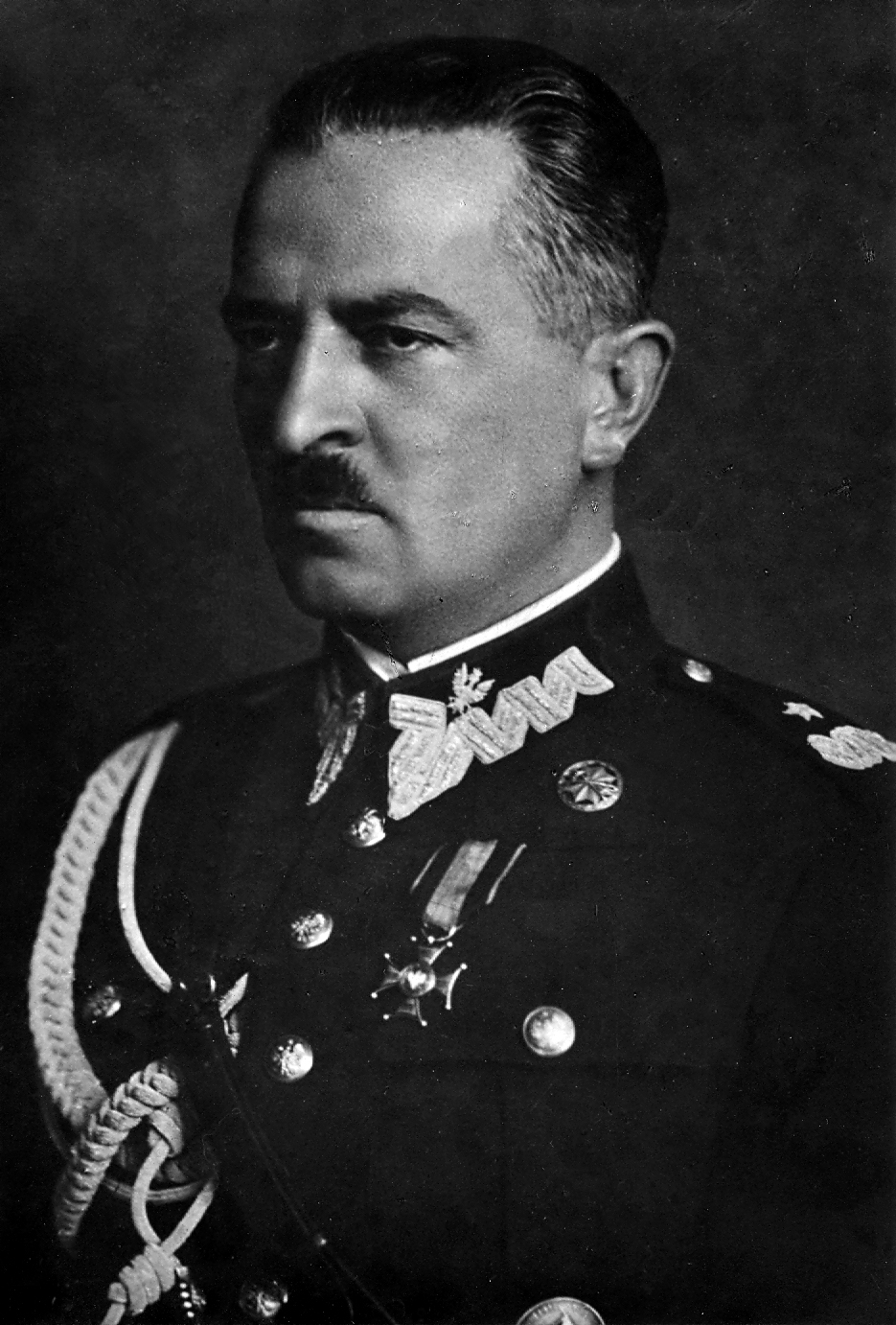
Janusz Głuchowski z odznaką „Parasola”

3. Stefan Dąb-Biernacki z PDS, 25 VII 1916
4. Wacław Kostek-Biernacki
5. Alfred Biłyk
6. Ottokar Brzoza-Brzezina
7. Stanisław Burhardt-Bukacki z PDS, 25 VII 1916
8. Roman Dunin z PDS, 25 VII 1916 – porucznik 1 pp Leg.
9. Leopold Endel-Ragis z PDS, 25 VII 1916
10. Kazimierz Fabrycy
11. Albin Fleszar ps. „Satyr”  dowódca 7 pp Leg.
12. Tadeusz Furgalski ps. „Wyrwa”
13. Janusz Gąsiorowski
14. Janusz Głuchowski
15. Jan Górski z PDS, 25 VII 1916
16. Franciszek Grudziński z PDS, 25 VII 1916
17. Jan Iwanicki z PDS, 25 VII 1916
18. Marian Januszajtis-Żegota
19. Czesław Jarnuszkiewicz
20. Rajmund Jaworowski
21. Zygmunt Karol Karwacki ps. „Stanisław Bończa” z PDS, 25 VII 1916
22. Tadeusz Kasprzycki
23. Julian Leopold Kelm-Koperczyński ps. „Witold Jurski” z PDS, 25 VII 1916
24. Władysław Kędzierski z PDS, 25 VII 1916
25. Adam Koc
26. Tadeusz Kossakowski
27. Stanisław Krynicki
28. Zygmunt Kuczyński
29. Marian Kukiel
30. Bogusław Kunc
31. Aleksander Narbut-Łuczyński z PDS, 25 VII 1916
32. Kazimierz Łukoski z PDS, 25 VII 1916
33. Stanisław Machowicz
34. Tadeusz Manasterski
35. Mieczysław Nachajski z PDS, 25 VII 1916
36. Aleksy Nehring
37. Mieczysław Norwid-Neugebauer z PDS, 25 VII 1916
38. Jerzy Ołdakowski
39. Antoni Ostrowski z PDS, 25 VII 1916
40. Kazimierz Jan Piątek ps. „Herwin”
41. Tadeusz Piskor
42. Władysław Belina-Prażmowski
43. Jan Berlinerblau ps. „Prot”
44. Leon Protasewicz
45. Aleksander Prystor
46. Zdzisław Wincenty Przyjałkowski z PDS, 25 VII 1916
47. Włodzimierz Maxymowicz-Raczyński z PDS, 25 VII 1916
48. Józef Rybka z PDS, 25 VII 1916
49. Edward Śmigły-Rydz
50. Stanisław Skwarczyński
51. Jerzy Sladki
52. Modest Słoniowski z PDS, 25 VII 1916
53. Stanisław Sosabowski
54. Kazimierz Sosnkowski
55. Julian Stachiewicz
56. Stefan Stokowski
57. Stanisław Strzelecki
58. Tadeusz Alf-Tarczyński z PDS, 25 VII 1916
59. Stanisław Tessaro
60. Michał Tokarzewski-Karaszewicz
61. Aleksander Tomaszewski z PDS, 25 VII 1916
62. Mieczysław Ryś-Trojanowski
63. Ryszard Warski z PDS, 25 VII 1916
64. Wacław Scewola-Wieczorkiewicz z PDS, 25 VII 1916
65. Józef Olszyna-Wilczyński z PDS, 25 VII 1916
66. Władysław Wilk
67. Kordian Józef Zamorski
68. Stanisław Zwierzyński ps. „Sław”
69. Tadeusz Żuliński
70. Marian Dąbrowski
71. Michał Żymierski z PDS, 25 VII 1916[2]

Spośród 73 odznaczonych „Parasolem” awansowało w Wojsku Polskim II RP do stopnia:
- Marszałka Polski – 2 (Józef Piłsudski, Edward Rydz-Śmigły)
- generała broni – 2 (Kazimierz Sosnkowski, Michał Tokarzewski-Karaszewicz)
- generała dywizji – 12 (Stefan Dąb-Biernacki, Stanisław Burhardt-Bukacki,  Kazimierz Fabrycy, Janusz Głuchowski, Marian Januszajtis-Żegota, Tadeusz Kasprzycki, Tadeusz Kossakowski, Marian Kukiel, Kazimierz Łukoski, Mieczysław Norwid-Neugebauer, Tadeusz Piskor, Kordian Józef Zamorski)
- generała brygady – 14 (Janusz Gąsiorowski, Czesław Jarnuszkiewicz, Aleksander Narbut-Łuczyński, Zdzisław Wincenty Przyjałkowski, Włodzimierz Maxymowicz-Raczyński, Stanisław Skwarczyński, Stanisław Sosabowski, Julian Stachiewicz, Tadeusz Alf-Tarczyński, Stanisław Tessaro, Mieczysław Ryś-Trojanowski, Wacław Scewola-Wieczorkiewicz, Józef Olszyna-Wilczyński, Michał Żymierski)
- pułkownika – 6 (Wacław Kostek-Biernacki, Ottokar Brzoza-Brzezina, Leopold Endel-Ragis, Adam Koc, Władysław Belina-Prażmowski, Aleksander Prystor)
- podpułkownika – 1 (Tadeusz Wyrwa-Furgalski)
- majora – 4 (Alfred Biłyk, Albin Fleszar, Władysław Rudolf Wilk, Modest Słoniowski)
- kapitana – 2 (Kazimierz Jan Piątek, Stanisław Zwierzyński)

Jeden ze słuchaczy Wyższego Kursu (Aleksander Prystor) piastował funkcję premiera, trzech otrzymało tekę ministra (Mieczysław Norwid-Neugebauer, Aleksander Prystor, Kazimierz Sosnkowski), a kolejnych trzech zajmowało stanowiska wojewody (Wacław Kostek-Biernacki, Alfred Biłyk, Władysław Belina-Prażmowski).